# Прапор Зборова
Хоругва (прапор) Зборова — один з символів міста Зборова Тернопільської області. Затверджений ухвалою Зборівської міської ради від 27 травня 1999 року. 
Автор — С. Галик.

## Опис
Прямокутне полотнище зі співвідношенням ширини до довжини 1:2, яке складається з трьох рівновеликих горизонтальних смуг — блакитної, білої та світлозеленої.